# Konståret 2010

## Händelser

### Februari
- 3 februari – Skulpturen L'Homme Qui Marche I av Alberto Giacometti säljs i London för 65 miljoner pund, ett nytt världsrekord för konstföremål sålt på auktion. [1]
- Februari–mars – Artisten Michael Landy håller i Art Bin.[2]

### Mars
- Mars – Lawrence Salander, tidigare innehavare av Salander/O'Reilly Galleries erkänner sig skyldig till 29 stölder, och i augusti 2010 får hon 6-18 års fängelse.[3]

### Maj
- 4 maj – Målningen Nude, Green Leaves and Bust av Pablo Picasso från 1932 säljs på Christie's för $106.5 million.[4] Anbudsgivarna är mer än ett halvdussin i antalet, och det vinnande budet ringer via telefon.[5]
- 20 maj - Fem målningar, bland dem verk av Picasso och Matisse värda €100 million stjäls från Musée d'Art Moderne de la Ville de Paris.[6][7]

### Juni
- 9 juni – Amerikanska kabel-TV-kanalen Bravo sänder nya serien Work of Art: The Next Great Artist. Den har producerats av Sarah Jessica Parker, och innehåller bland annat konstkritik Jerry Saltz, China Chow, Jeanne Greenberg Rohatyn, Bill Powers och Simon de Pury.

### Okänt datum
- Svenska riksdagen beslöt att avveckla den Statliga inkomstgarantin för konstnärer.

## Priser och utmärkelser
- Prins Eugen-medaljen tilldelas Erika Lagerbielke, konsthantverkare, Hans Bäckström, arkitekt, Claes Bäckström, konstnär, May Bente Aronsen, norsk konstnär och Matti Kujasalo, finsk konstnär.
- Sergelpriset tilldelas Lars Kleen.
- Skulptörförbundets Sergelstipendium tilldelas Christian Partos.
- Det engelska Turnerpriset tilldelas Susan Philipsz.
- Michael Asher får The Bucksbaum Award (som ges till en deltagande konstnär från Whitney Biennial)[8]

## Utställningar

### Maj

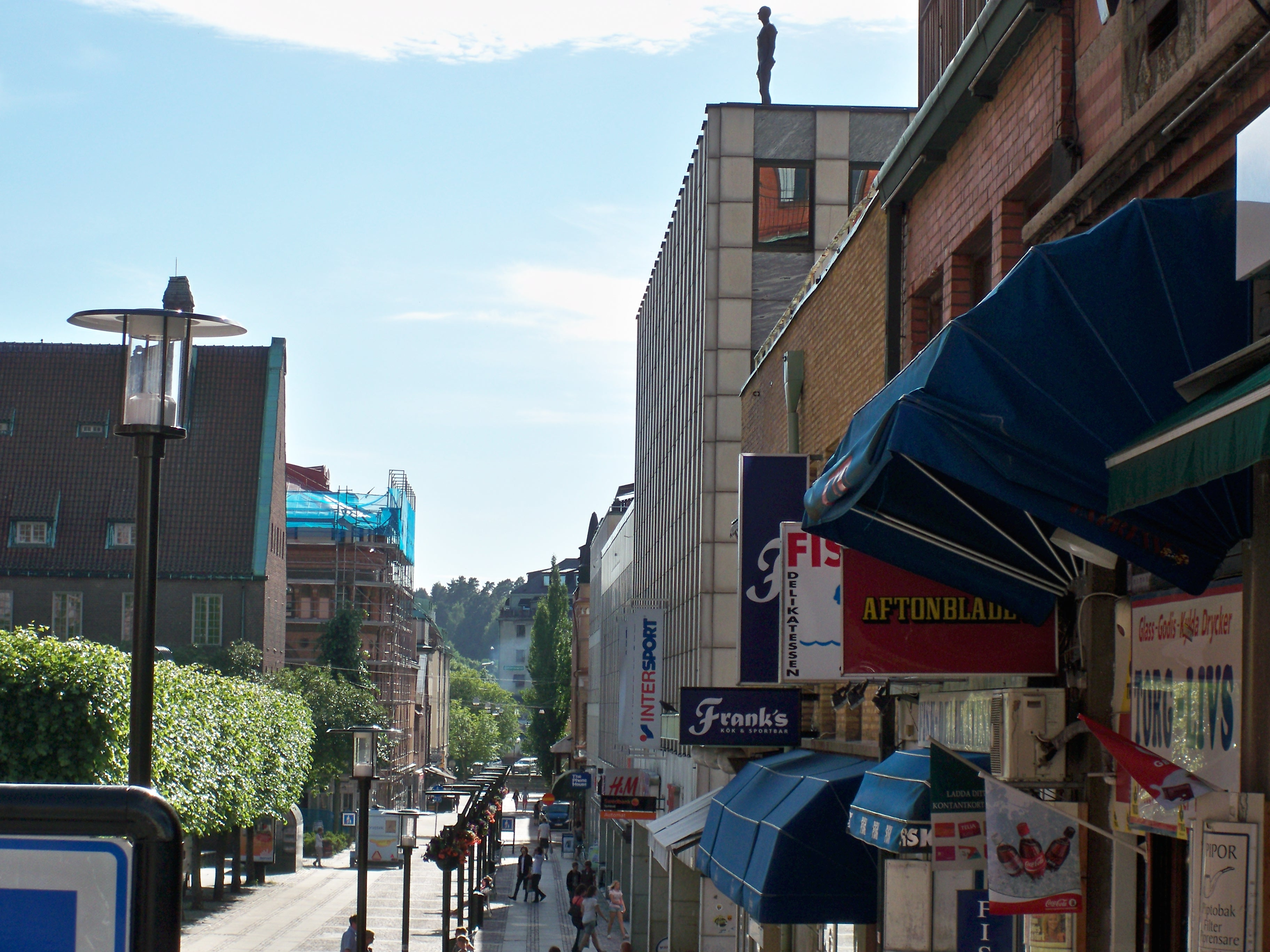
Antony Gormley medverkade vid Borås internationella skulpturbiennal sommaren 2010 med denna installation kallad Another time VIII. Den kan ses inom ramen för projektet Händelsehorisont.

- 21 maj - Borås Internationella Skulpturbiennal har premiär.

## Avlidna
- 5 januari – Kenneth Noland, 85, amerikansk konstnär.
- 20 januari
  - Calvin Maglinger, 85, amerikansk konstnär[9]
  - Eduardo Michaelsen, 89, kubansk naiv konstnär i exil[10]
- 30 januari – Ursula Mommens, 101, brittisk krukmakare[11]
- 10 juni – Sigmar Polke, 69, tysk konstnär
- 25 september - Arne Isacsson, 93, svensk akvarellist.

### Fotnoter
1. ↑  . http://www.huffingtonpost.com/2010/02/03/giacometti-sculpture-lhom_n_448243.html.
2. ↑  ”Arkiverade kopian”. Arkiverad från originalet den 15 juni 2011. https://web.archive.org/web/20110615072321/http://entertainment.timesonline.co.uk/tol/arts_and_entertainment/visual_arts/article7057249.ece. Läst 15 mars 2011.
3. ↑  ”Bloomberg”. http://www.bloomberg.com/news/2010-08-03/art-dealer-salander-gets-up-to-18-years-for-defrauding-investors-clients.html. läst 4 augusti 2010
4. ↑  ”Christie’s Wins Bid to Auction $150 Million Brody Collection”. http://www.nytimes.com/2010/03/10/arts/design/10auction.html. New York Times
5. ↑  ”Picasso painting sells for record $106.5 million”. msnbc.msn.com/. Arkiverad från originalet den 7 maj 2010. https://web.archive.org/web/20100507012157/http://today.msnbc.msn.com/id/36950780/ns/today-entertainment/. Läst 5 maj 2010.
6. ↑  . http://news.sky.com/skynews/Home/World-News/Thief-Steals-Paintings-In-Paris-Art-Heist-Valued-at-Five-Million-Euros-From-Modern-Art-Museum/Article/201005315635454?lpos=World_News_First_World_News_Article_Teaser_Region_0&lid=ARTICLE_15635454_Thief_Steals_Paintings_In_Paris_Art_Heist_Valued_at_Five_Million_Euros_From_Modern_Art_Museum.
7. ↑  . http://www.guardian.co.uk/artanddesign/2010/may/20/picasso-matisse-stolen-paris-museum.
8. ↑  ”Bucksbaum Award”. Arkiverad från originalet den 29 februari 2012. https://web.archive.org/web/20120229142006/http://www.flashartonline.com/interno.php?pagina=news_det&id=742&det=ok&title=Michael-Asher-wins-Bucksbaum-Award. läst 15 augusti 2010
9. ↑  ”Obituary”. Arkiverad från originalet den 4 mars 2016. https://web.archive.org/web/20160304003408/http://obits.courierpress.com/obituaries/courierpress/obituary.aspx?n=calvin-c-maglinger&pid=138742726.
10. ↑  Cuban Master painter, Eduardo michaelsen, Dies In San Francisco Arkiverad 26 augusti 2014 hämtat från the Wayback Machine. (Engelska)
11. ↑  Whiting, David (3 februari 2010). ”Ursula Mommens obituary”. The Guardian (London). http://www.guardian.co.uk/artanddesign/2010/feb/03/ursula-mommens-obituary. Läst 23 april 2010.